# Liste von Turmuhrenmuseen
Dies ist eine Liste von Turmuhrenmuseen:
Deutschland:
- Turmuhrenmuseum Bernd Roth, Südthüringen
- Turmuhrenmuseum Bocholt
- Turmuhrenmuseum Bockenem
- Turmuhrenmuseum Freiamt, Schwarzwald
- Turmuhrenmuseum Gelnhausen
- Turmuhrenmuseum Granheim
- Turmuhrenausstellung der Turmuhrenfreunde Großheubach, Unterfranken
- Turmuhrenmuseum Naunhof
- Turmuhrenmuseum Neulußheim
- Schwäbisches Turmuhrenmuseum, Mindelheim
- Turmuhrenmuseum Seehausen,  Altmark
- Museum für Zeit – Pfälzisches Turmuhrenmuseum, Rockenhausen

Weitere:
- Turmuhrenmuseum (Danzig)

Siehe auch:
- Liste von Uhrenmuseen